# Clasificación de CAF para la Copa Mundial de Fútbol de 2026
La Clasificación de CAF para la Copa Mundial de Fútbol de 2026 es el torneo que determina a los clasificados por parte de la Confederación Africana de Fútbol (CAF) a la Copa Mundial de Fútbol de 2026 a realizarse en México, Estados Unidos y Canadá. La competencia empezó el 15 de noviembre de 2023.
Un total de 9 cupos directos y 1 cupo para la repesca intercontinental están disponibles para las selecciones africanas debido a la expansión de la Copa Mundial de Fútbol a 48 equipos en su fase final.

## Equipos participantes
En un principio participarían 53 de las 54 asociaciones de la CAF afiliadas a la FIFA, dejando de hacerlo solamente Eritrea por su retiro de las eliminatorias, pero tiempo después fueron solamente 52 selecciones, puesto que el 11 de marzo de 2025, la FIFA sancionó a la selección del Congo por injerencia de terceros en su federación, dejándola fuera de la competencia. Si bien no se ha publicado ningún anuncio sobre su estado en el torneo, la CAF ha cancelado sus partidos restantes, lo que hace imposible la clasificación. El ranking FIFA fue utilizado para determinar la posición de cada nación en la primera ronda.
| Equipos participantes | Equipos participantes | Equipos participantes | Equipos participantes    | Equipos participantes           | Equipos participantes |
| --------------------- | --------------------- | --------------------- | ------------------------ | ------------------------------- | --------------------- |
| Angola                | Comoras               | Guinea                | Malí                     | República Democrática del Congo | Sudán                 |
| Argelia               | Congo                 | Guinea-Bisáu          | Marruecos                | Ruanda                          | Sudán del Sur         |
| Benín                 | Costa de Marfil       | Guinea Ecuatorial     | Mauricio                 | Santo Tomé y Príncipe           | Tanzania              |
| Botsuana              | Egipto                | Kenia                 | Mauritania               | Senegal                         | Togo                  |
| Burkina Faso          | Eritrea               | Lesoto                | Mozambique               | Seychelles                      | Túnez                 |
| Burundi               | Etiopía               | Liberia               | Namibia                  | Sierra Leona                    | Uganda                |
| Cabo Verde            | Gabón                 | Libia                 | Níger                    | Somalia                         | Yibuti                |
| Camerún               | Gambia                | Madagascar            | Nigeria                  | Suazilandia                     | Zambia                |
| Chad                  | Ghana                 | Malaui                | República Centroafricana | Sudáfrica                       | Zimbabue              |

## Formato de competición
El 19 de mayo de 2023, el Comité Ejecutivo de la CAF anunció un nuevo formato de clasificación. El torneo clasificatorio africano constará de dos rondas.
En la primera ronda o fase de grupos las 53 selecciones participantes se clasifican en ocho grupos de seis y uno de cinco equipos. Todos los grupos se desarrollarán bajo un sistema de todos contra todos en el que cada equipo jugará dos veces contra sus rivales en partidos como local y visitante. Los equipos se clasificarán de acuerdo a los puntos obtenidos, que serán otorgados de la siguiente manera:
Si dos o más equipos terminan sus partidos empatados a puntos, se aplican los siguientes criterios de desempate.
1. Mayor diferencia de goles en todos los partidos de grupo.
2. Mayor cantidad de goles marcados en todos los partidos de grupo.
3. Mayor cantidad de puntos obtenidos en los partidos entre los equipos en cuestión.
4. Mayor diferencia de goles en los partidos entre los equipos en cuestión.
5. Mayor cantidad de goles marcados en los partidos entre los equipos en cuestión.
6. Mayor cantidad de goles marcados en condición de visitante (si el empate es solo entre dos equipos).
7. Bajo la aprobación de la Comisión Organizadora de la FIFA, un partido de desempate en un campo neutral con un tiempo extra de dos periodos de 15 minutos y tiros desde el punto penal si fuese necesario.

Al término de todos los partidos de la primera ronda se clasificarán directamente para la Copa Mundial de Fútbol de 2026 las selecciones que se clasifiquen en el primer lugar de su respectivo grupo.
En la segunda ronda o fase de play-offs participarán los cuatro mejores segundos clasificados en la fase de grupos. Se agruparán en dos rondas de eliminatorias de play-offs jugadas a un solo partido en una sede previamente determinada. El vencedor se clasificará para el torneo de repesca a la Copa Mundial 2026.

## Calendario
A continuación se muestra el calendario de la clasificatoria de acuerdo a lo publicado por el Comité Ejecutivo de la CAF.
| Ronda                          | Jornada                    | Fecha                      |
| ------------------------------ | -------------------------- | -------------------------- |
| Primera ronda (Fase de grupos) |                            |                            |
| Jornada 1                      | 15–21 de noviembre de 2023 |                            |
| Jornada 2                      | 15–21 de noviembre de 2023 |                            |
| Jornada 3                      | 5–11 de junio de 2024      |                            |
| Jornada 4                      | 5–11 de junio de 2024      |                            |
| Jornada 5                      | 19–25 de marzo de 2025     |                            |
| Jornada 6                      | 19–25 de marzo de 2025     |                            |
| Jornada 7                      | 3–9 de septiembre de 2025  |                            |
| Jornada 8                      | 3–9 de septiembre de 2025  |                            |
| Jornada 9                      | 6–14 de octubre de 2025    |                            |
| Jornada 10                     | 6–14 de octubre de 2025    |                            |
| Segunda ronda (Play-offs)      | Semifinales                | 10–18 de noviembre de 2025 |
| Segunda ronda (Play-offs)      | Final                      | 10–18 de noviembre de 2025 |

## Sorteo
El Comité Ejecutivo estableció que el sorteo oficial se llevaría a cabo el 13 de julio de 2023 en Abiyán, Costa de Marfil a las 18:00 (UTC+3). Las 54 asociaciones de fútbol afiliadas a la FIFA por parte de la CAF entran en la clasificación. El 24 de febrero de 2022, la FIFA suspendió a Zimbabue por interferencia del gobierno, y la suspensión seguía en vigor en mayo de 2023, finalmente la CAF confirmó la participación del seleccionado zimbabuense en el proceso clasificatorio. Los bombos del sorteo se anunciaron el 30 de junio de 2023.

### Bombos
Entre paréntesis se indica el puesto de cada selección en el ranking FIFA tomado en consideración.
| Bombo 1 | Bombo 2 | Bombo 3 |
| --- | --- | --- |
| 1. Marruecos (13) 2. Senegal (18) 3. Túnez (31) 4. Argelia (33) 5. Egipto (34) 6. Nigeria (39) 7. Camerún (43) 8. Malí (50) 9. Costa de Marfil (51)                                   | 10. Burkina Faso (55) 11. Ghana (59) 12. Sudáfrica (62) 13. Cabo Verde (66) 14. República Democrática del Congo (69) 15. Guinea (80) 16. Zambia (84) 17. Gabón (85) 18. Guinea Ecuatorial (91) | 19. Uganda (92) 20. Benín (93) 21. Mauritania (99) 22. Kenia (105) 23. Congo (106) 24. Madagascar (107) 25. Guinea-Bisáu (111) 26. Namibia (112) 27. Angola (114)                    |
| Bombo 4 | Bombo 5 | Bombo 6 |
| 28. Mozambique (117) 29. Gambia (119) 30. Sierra Leona (120) 31. Togo (122) 32. Tanzania (123) 33. Zimbabue (124) 34. República Centroafricana (125) 35. Malaui (126) 36. Libia (127) | 37. Níger (128) 38. Comoras (130) 39. Sudán (131) 40. Ruanda (139) 41. Burundi (140) 42. Etiopía (143) 43. Suazilandia (146) 44. Botsuana (147) 45. Liberia (148)                              | 46. Lesoto (152) 47. Sudán del Sur (168) 48. Mauricio (180) 49. Chad (181) 50. Santo Tomé y Príncipe (187) 51. Yibuti (193) 52. Seychelles (196) 53. Eritrea (198) 54. Somalia (199) |

## Primera ronda
Clasifican para la Copa Mundial de Fútbol de 2026.
     Posible clasificación a la segunda ronda (play-offs).

### Grupo A
| Pos. | Equipo       | Pts. | PJ | G | E | P | GF | GC | Dif. | Clasificación      |
| ---- | ------------ | ---- | -- | - | - | - | -- | -- | ---- | ------------------ |
| 1    | Egipto       | 16   | 6  | 5 | 1 | 0 | 14 | 2  | +12  | Mundial 2026       |
| 2    | Burkina Faso | 11   | 6  | 3 | 2 | 1 | 13 | 7  | +6   | Posibles play-offs |
| 3    | Sierra Leona | 8    | 6  | 2 | 2 | 2 | 7  | 7  | 0    |                    |
| 4    | Etiopía      | 6    | 6  | 1 | 3 | 2 | 7  | 7  | 0    |                    |
| 5    | Guinea-Bisáu | 6    | 6  | 1 | 3 | 2 | 5  | 7  | −2   |                    |
| 6    | Yibuti       | 1    | 6  | 0 | 1 | 5 | 4  | 20 | −16  |                    |

Actualizado a los partidos jugados el 25 de marzo de 2025.
 Fuente: CAF
Criterios de clasificación: criterios FIFA de desempate
| \| Fecha \| Lugar \| Local \| \| Resultado \| \| Visitante \| \| ----------------------- \| ---------------------- \| ------------ \| \| --------- \| \| ------------ \| \| 15 de noviembre de 2023 \| El Yadida (Marruecos) \| Etiopía \| \| 0 – 0 \| \| Sierra Leona \| \| 16 de noviembre de 2023 \| El Cairo \| Egipto \| \| 6 – 0 \| \| Yibuti \| \| 17 de noviembre de 2023 \| Marrakech (Marruecos) \| Burkina Faso \| \| 1 – 1 \| \| Guinea-Bisáu \| \| 19 de noviembre de 2023 \| Paynesville (Liberia) \| Sierra Leona \| \| 0 – 2 \| \| Egipto \| \| 20 de noviembre de 2023 \| El Cairo (Egipto) \| Yibuti \| \| 0 – 1 \| \| Guinea-Bisáu \| \| 21 de noviembre de 2023 \| El Yadida (Marruecos) \| Etiopía \| \| 0 – 3 \| \| Burkina Faso \| \| 5 de junio de 2024 \| El Yadida (Marruecos) \| Sierra Leona \| \| 2 – 1 \| \| Yibuti \| \| 6 de junio de 2024 \| Bisáu \| Guinea-Bisáu \| \| 0 – 0 \| \| Etiopía \| \| 6 de junio de 2024 \| El Cairo \| Egipto \| \| 2 – 1 \| \| Burkina Faso \| \| 9 de junio de 2024 \| El Yadida (Marruecos) \| Yibuti \| \| 1 – 1 \| \| Etiopía \| \| 10 de junio de 2024 \| Bisáu \| Guinea-Bisáu \| \| 1 – 1 \| \| Egipto \| \| 10 de junio de 2024 \| Bamako (Malí) \| Burkina Faso \| \| 2 – 2 \| \| Sierra Leona \| \| 20 de marzo de 2025 \| Paynesville (Liberia) \| Sierra Leona \| \| 3 – 1 \| \| Guinea-Bisáu \| \| 21 de marzo de 2025 \| El Yadida (Marruecos) \| Burkina Faso \| \| 4 – 1 \| \| Yibuti \| \| 21 de marzo de 2025 \| Casablanca (Marruecos) \| Etiopía \| \| 0 – 2 \| \| Egipto \| \| 24 de marzo de 2025 \| Bisáu \| Guinea-Bisáu \| \| 1 – 2 \| \| Burkina Faso \| \| 24 de marzo de 2025 \| El Yadida (Marruecos) \| Etiopía \| \| 6 – 1 \| \| Yibuti \| \| 25 de marzo de 2025 \| El Cairo \| Egipto \| \| 1 – 0 \| \| Sierra Leona \| \| 4 de septiembre de 2025 \| \| Guinea-Bisáu \| \| – \| \| Sierra Leona \| \| 5 de septiembre de 2025 \| \| Yibuti \| \| – \| \| Burkina Faso \| \| 5 de septiembre de 2025 \| \| Egipto \| \| – \| \| Etiopía \| \| 9 de septiembre de 2025 \| \| Burkina Faso \| \| – \| \| Egipto \| \| 8 de septiembre de 2025 \| \| Guinea-Bisáu \| \| – \| \| Yibuti \| \| 9 de septiembre de 2025 \| \| Sierra Leona \| \| – \| \| Etiopía \| \| octubre de 2025 \| \| Yibuti \| \| – \| \| Egipto \| \| octubre de 2025 \| \| Sierra Leona \| \| – \| \| Burkina Faso \| \| octubre de 2025 \| \| Etiopía \| \| – \| \| Guinea-Bisáu \| \| octubre de 2025 \| \| Burkina Faso \| \| – \| \| Etiopía \| \| octubre de 2025 \| \| Yibuti \| \| – \| \| Sierra Leona \| \| octubre de 2025 \| \| Egipto \| \| – \| \| Guinea-Bisáu \| |                        |              |                         |           |                         |              |
| Fecha | Lugar                  | Local        |                         | Resultado |                         | Visitante    |
| 15 de noviembre de 2023 | El Yadida (Marruecos)  | Etiopía      | Bandera de Etiopía      | 0 – 0     | Bandera de Sierra Leona | Sierra Leona |
| 16 de noviembre de 2023 | El Cairo               | Egipto       | Bandera de Egipto       | 6 – 0     | Bandera de Yibuti       | Yibuti       |
| 17 de noviembre de 2023 | Marrakech (Marruecos)  | Burkina Faso | Bandera de Burkina Faso | 1 – 1     | Bandera de Guinea-Bisáu | Guinea-Bisáu |
| 19 de noviembre de 2023 | Paynesville (Liberia)  | Sierra Leona | Bandera de Sierra Leona | 0 – 2     | Bandera de Egipto       | Egipto       |
| 20 de noviembre de 2023 | El Cairo (Egipto)      | Yibuti       | Bandera de Yibuti       | 0 – 1     | Bandera de Guinea-Bisáu | Guinea-Bisáu |
| 21 de noviembre de 2023 | El Yadida (Marruecos)  | Etiopía      | Bandera de Etiopía      | 0 – 3     | Bandera de Burkina Faso | Burkina Faso |
| 5 de junio de 2024 | El Yadida (Marruecos)  | Sierra Leona | Bandera de Sierra Leona | 2 – 1     | Bandera de Yibuti       | Yibuti       |
| 6 de junio de 2024 | Bisáu                  | Guinea-Bisáu | Bandera de Guinea-Bisáu | 0 – 0     | Bandera de Etiopía      | Etiopía      |
| 6 de junio de 2024 | El Cairo               | Egipto       | Bandera de Egipto       | 2 – 1     | Bandera de Burkina Faso | Burkina Faso |
| 9 de junio de 2024 | El Yadida (Marruecos)  | Yibuti       | Bandera de Yibuti       | 1 – 1     | Bandera de Etiopía      | Etiopía      |
| 10 de junio de 2024 | Bisáu                  | Guinea-Bisáu | Bandera de Guinea-Bisáu | 1 – 1     | Bandera de Egipto       | Egipto       |
| 10 de junio de 2024 | Bamako (Malí)          | Burkina Faso | Bandera de Burkina Faso | 2 – 2     | Bandera de Sierra Leona | Sierra Leona |
| 20 de marzo de 2025 | Paynesville (Liberia)  | Sierra Leona | Bandera de Sierra Leona | 3 – 1     | Bandera de Guinea-Bisáu | Guinea-Bisáu |
| 21 de marzo de 2025 | El Yadida (Marruecos)  | Burkina Faso | Bandera de Burkina Faso | 4 – 1     | Bandera de Yibuti       | Yibuti       |
| 21 de marzo de 2025 | Casablanca (Marruecos) | Etiopía      | Bandera de Etiopía      | 0 – 2     | Bandera de Egipto       | Egipto       |
| 24 de marzo de 2025 | Bisáu                  | Guinea-Bisáu | Bandera de Guinea-Bisáu | 1 – 2     | Bandera de Burkina Faso | Burkina Faso |
| 24 de marzo de 2025 | El Yadida (Marruecos)  | Etiopía      | Bandera de Etiopía      | 6 – 1     | Bandera de Yibuti       | Yibuti       |
| 25 de marzo de 2025 | El Cairo               | Egipto       | Bandera de Egipto       | 1 – 0     | Bandera de Sierra Leona | Sierra Leona |
| 4 de septiembre de 2025 |                        | Guinea-Bisáu | Bandera de Guinea-Bisáu | –         | Bandera de Sierra Leona | Sierra Leona |
| 5 de septiembre de 2025 |                        | Yibuti       | Bandera de Yibuti       | –         | Bandera de Burkina Faso | Burkina Faso |
| 5 de septiembre de 2025 |                        | Egipto       | Bandera de Egipto       | –         | Bandera de Etiopía      | Etiopía      |
| 9 de septiembre de 2025 |                        | Burkina Faso | Bandera de Burkina Faso | –         | Bandera de Egipto       | Egipto       |
| 8 de septiembre de 2025 |                        | Guinea-Bisáu | Bandera de Guinea-Bisáu | –         | Bandera de Yibuti       | Yibuti       |
| 9 de septiembre de 2025 |                        | Sierra Leona | Bandera de Sierra Leona | –         | Bandera de Etiopía      | Etiopía      |
| octubre de 2025 |                        | Yibuti       | Bandera de Yibuti       | –         | Bandera de Egipto       | Egipto       |
| octubre de 2025 |                        | Sierra Leona | Bandera de Sierra Leona | –         | Bandera de Burkina Faso | Burkina Faso |
| octubre de 2025 |                        | Etiopía      | Bandera de Etiopía      | –         | Bandera de Guinea-Bisáu | Guinea-Bisáu |
| octubre de 2025 |                        | Burkina Faso | Bandera de Burkina Faso | –         | Bandera de Etiopía      | Etiopía      |
| octubre de 2025 |                        | Yibuti       | Bandera de Yibuti       | –         | Bandera de Sierra Leona | Sierra Leona |
| octubre de 2025 |                        | Egipto       | Bandera de Egipto       | –         | Bandera de Guinea-Bisáu | Guinea-Bisáu |

### Grupo B
| Pos. | Equipo                          | Pts. | PJ | G | E | P | GF | GC | Dif. | Clasificación      |
| ---- | ------------------------------- | ---- | -- | - | - | - | -- | -- | ---- | ------------------ |
| 1    | República Democrática del Congo | 13   | 6  | 4 | 1 | 1 | 7  | 2  | +5   | Mundial 2026       |
| 2    | Senegal                         | 12   | 6  | 3 | 3 | 0 | 8  | 1  | +7   | Posibles play-offs |
| 3    | Sudán                           | 12   | 6  | 3 | 3 | 0 | 8  | 2  | +6   |                    |
| 4    | Togo                            | 4    | 6  | 0 | 4 | 2 | 4  | 7  | −3   |                    |
| 5    | Sudán del Sur                   | 3    | 6  | 0 | 3 | 3 | 2  | 10 | −8   |                    |
| 6    | Mauritania                      | 2    | 6  | 0 | 2 | 4 | 2  | 9  | −7   |                    |

Actualizado a los partidos jugados el 25 de marzo de 2025.
 Fuente: CAF
Criterios de clasificación: criterios FIFA de desempate
| \| Fecha \| Lugar \| Local \| \| Resultado \| \| Visitante \| \| ----------------------- \| -------------------- \| ------------------------------- \| \| --------- \| \| ------------------------------- \| \| 15 de noviembre de 2023 \| Kinsasa \| República Democrática del Congo \| \| 2 – 0 \| \| Mauritania \| \| 16 de noviembre de 2023 \| Bengasi (Libia) \| Sudán \| \| 1 – 1 \| \| Togo \| \| 18 de noviembre de 2023 \| Diamniadio \| Senegal \| \| 4 – 0 \| \| Sudán del Sur \| \| 19 de noviembre de 2023 \| Bengasi (Libia) \| Sudán \| \| 1 – 0 \| \| República Democrática del Congo \| \| 21 de noviembre de 2023 \| Diamniadio (Senegal) \| Sudán del Sur \| \| 0 – 0 \| \| Mauritania \| \| 21 de noviembre de 2023 \| Lomé \| Togo \| \| 0 – 0 \| \| Senegal \| \| 5 de junio de 2024 \| Lomé \| Togo \| \| 1 – 1 \| \| Sudán del Sur \| \| 6 de junio de 2024 \| Nuakchot \| Mauritania \| \| 0 – 2 \| \| Sudán \| \| 6 de junio de 2024 \| Diamniadio \| Senegal \| \| 1 – 1 \| \| República Democrática del Congo \| \| 9 de junio de 2024 \| Kinsasa \| República Democrática del Congo \| \| 1 – 0 \| \| Togo \| \| 9 de junio de 2024 \| Nuakchot \| Mauritania \| \| 0 – 1 \| \| Senegal \| \| 11 de junio de 2024 \| Yuba \| Sudán del Sur \| \| 0 – 3 \| \| Sudán \| \| 21 de marzo de 2025 \| Kinsasa \| República Democrática del Congo \| \| 1 – 0 \| \| Sudán del Sur \| \| 22 de marzo de 2025 \| Lomé \| Togo \| \| 2 – 2 \| \| Mauritania \| \| 22 de marzo de 2025 \| Bengasi (Libia) \| Sudán \| \| 0 – 0 \| \| Senegal \| \| 25 de marzo de 2025 \| Bengasi (Libia) \| Sudán \| \| 1 – 1 \| \| Sudán del Sur \| \| 25 de marzo de 2025 \| Diamniadio \| Senegal \| \| 2 – 0 \| \| Togo \| \| 25 de marzo de 2025 \| Nuadibú \| Mauritania \| \| 0 – 2 \| \| República Democrática del Congo \| \| 5 de septiembre de 2025 \| \| Mauritania \| \| – \| \| Togo \| \| 5 de septiembre de 2025 \| Yuba \| Sudán del Sur \| \| – \| \| República Democrática del Congo \| \| 5 de septiembre de 2025 \| \| Senegal \| \| – \| \| Sudán \| \| 9 de septiembre de 2025 \| \| República Democrática del Congo \| \| – \| \| Senegal \| \| 9 de septiembre de 2025 \| \| Mauritania \| \| – \| \| Sudán del Sur \| \| 9 de septiembre de 2025 \| \| Togo \| \| – \| \| Sudán \| \| octubre de 2025 \| Yuba \| Sudán del Sur \| \| – \| \| Senegal \| \| octubre de 2025 \| \| Togo \| \| – \| \| República Democrática del Congo \| \| octubre de 2025 \| \| Sudán \| \| – \| \| Mauritania \| \| octubre de 2025 \| \| República Democrática del Congo \| \| – \| \| Sudán \| \| octubre de 2025 \| Yuba \| Sudán del Sur \| \| – \| \| Togo \| \| octubre de 2025 \| \| Senegal \| \| – \| \| Mauritania \| |                      |                                 |                                            |           |                                            |                                 |
| Fecha | Lugar                | Local                           |                                            | Resultado |                                            | Visitante                       |
| 15 de noviembre de 2023 | Kinsasa              | República Democrática del Congo | Bandera de República Democrática del Congo | 2 – 0     | Bandera de Mauritania                      | Mauritania                      |
| 16 de noviembre de 2023 | Bengasi (Libia)      | Sudán                           | Bandera de Sudán                           | 1 – 1     | Bandera de Togo                            | Togo                            |
| 18 de noviembre de 2023 | Diamniadio           | Senegal                         | Bandera de Senegal                         | 4 – 0     | Bandera de Sudán del Sur                   | Sudán del Sur                   |
| 19 de noviembre de 2023 | Bengasi (Libia)      | Sudán                           | Bandera de Sudán                           | 1 – 0     | Bandera de República Democrática del Congo | República Democrática del Congo |
| 21 de noviembre de 2023 | Diamniadio (Senegal) | Sudán del Sur                   | Bandera de Sudán del Sur                   | 0 – 0     | Bandera de Mauritania                      | Mauritania                      |
| 21 de noviembre de 2023 | Lomé                 | Togo                            | Bandera de Togo                            | 0 – 0     | Bandera de Senegal                         | Senegal                         |
| 5 de junio de 2024 | Lomé                 | Togo                            | Bandera de Togo                            | 1 – 1     | Bandera de Sudán del Sur                   | Sudán del Sur                   |
| 6 de junio de 2024 | Nuakchot             | Mauritania                      | Bandera de Mauritania                      | 0 – 2     | Bandera de Sudán                           | Sudán                           |
| 6 de junio de 2024 | Diamniadio           | Senegal                         | Bandera de Senegal                         | 1 – 1     | Bandera de República Democrática del Congo | República Democrática del Congo |
| 9 de junio de 2024 | Kinsasa              | República Democrática del Congo | Bandera de República Democrática del Congo | 1 – 0     | Bandera de Togo                            | Togo                            |
| 9 de junio de 2024 | Nuakchot             | Mauritania                      | Bandera de Mauritania                      | 0 – 1     | Bandera de Senegal                         | Senegal                         |
| 11 de junio de 2024 | Yuba                 | Sudán del Sur                   | Bandera de Sudán del Sur                   | 0 – 3     | Bandera de Sudán                           | Sudán                           |
| 21 de marzo de 2025 | Kinsasa              | República Democrática del Congo | Bandera de República Democrática del Congo | 1 – 0     | Bandera de Sudán del Sur                   | Sudán del Sur                   |
| 22 de marzo de 2025 | Lomé                 | Togo                            | Bandera de Togo                            | 2 – 2     | Bandera de Mauritania                      | Mauritania                      |
| 22 de marzo de 2025 | Bengasi (Libia)      | Sudán                           | Bandera de Sudán                           | 0 – 0     | Bandera de Senegal                         | Senegal                         |
| 25 de marzo de 2025 | Bengasi (Libia)      | Sudán                           | Bandera de Sudán                           | 1 – 1     | Bandera de Sudán del Sur                   | Sudán del Sur                   |
| 25 de marzo de 2025 | Diamniadio           | Senegal                         | Bandera de Senegal                         | 2 – 0     | Bandera de Togo                            | Togo                            |
| 25 de marzo de 2025 | Nuadibú              | Mauritania                      | Bandera de Mauritania                      | 0 – 2     | Bandera de República Democrática del Congo | República Democrática del Congo |
| 5 de septiembre de 2025 |                      | Mauritania                      | Bandera de Mauritania                      | –         | Bandera de Togo                            | Togo                            |
| 5 de septiembre de 2025 | Yuba                 | Sudán del Sur                   | Bandera de Sudán del Sur                   | –         | Bandera de República Democrática del Congo | República Democrática del Congo |
| 5 de septiembre de 2025 |                      | Senegal                         | Bandera de Senegal                         | –         | Bandera de Sudán                           | Sudán                           |
| 9 de septiembre de 2025 |                      | República Democrática del Congo | Bandera de República Democrática del Congo | –         | Bandera de Senegal                         | Senegal                         |
| 9 de septiembre de 2025 |                      | Mauritania                      | Bandera de Mauritania                      | –         | Bandera de Sudán del Sur                   | Sudán del Sur                   |
| 9 de septiembre de 2025 |                      | Togo                            | Bandera de Togo                            | –         | Bandera de Sudán                           | Sudán                           |
| octubre de 2025 | Yuba                 | Sudán del Sur                   | Bandera de Sudán del Sur                   | –         | Bandera de Senegal                         | Senegal                         |
| octubre de 2025 |                      | Togo                            | Bandera de Togo                            | –         | Bandera de República Democrática del Congo | República Democrática del Congo |
| octubre de 2025 |                      | Sudán                           | Bandera de Sudán                           | –         | Bandera de Mauritania                      | Mauritania                      |
| octubre de 2025 |                      | República Democrática del Congo | Bandera de República Democrática del Congo | –         | Bandera de Sudán                           | Sudán                           |
| octubre de 2025 | Yuba                 | Sudán del Sur                   | Bandera de Sudán del Sur                   | –         | Bandera de Togo                            | Togo                            |
| octubre de 2025 |                      | Senegal                         | Bandera de Senegal                         | –         | Bandera de Mauritania                      | Mauritania                      |

### Grupo C
| Pos. | Equipo    | Pts. | PJ | G | E | P | GF | GC | Dif. | Clasificación      |
| ---- | --------- | ---- | -- | - | - | - | -- | -- | ---- | ------------------ |
| 1    | Sudáfrica | 13   | 6  | 4 | 1 | 1 | 10 | 5  | +5   | Mundial 2026       |
| 2    | Ruanda    | 8    | 6  | 2 | 2 | 2 | 4  | 4  | 0    | Posibles play-offs |
| 3    | Benín     | 8    | 6  | 2 | 2 | 2 | 6  | 7  | −1   |                    |
| 4    | Nigeria   | 7    | 6  | 1 | 4 | 1 | 7  | 6  | +1   |                    |
| 5    | Lesoto    | 6    | 6  | 1 | 3 | 2 | 4  | 5  | −1   |                    |
| 6    | Zimbabue  | 4    | 6  | 0 | 4 | 2 | 5  | 9  | −4   |                    |

Actualizado a los partidos jugados el 25 de marzo de 2025.
 Fuente: CAF
Criterios de clasificación: criterios FIFA de desempate
| \| Fecha \| Lugar \| Local \| \| Resultado \| \| Visitante \| \| ----------------------- \| ------------------------- \| --------- \| \| --------- \| \| --------- \| \| 15 de noviembre de 2023 \| Butare \| Ruanda \| \| 0 – 0 \| \| Zimbabue \| \| 16 de noviembre de 2023 \| Uyo \| Nigeria \| \| 1 – 1 \| \| Lesoto \| \| 18 de noviembre de 2023 \| Durban \| Sudáfrica \| \| 2 – 1 \| \| Benín \| \| 19 de noviembre de 2023 \| Butare (Ruanda) \| Zimbabue \| \| 1 – 1 \| \| Nigeria \| \| 21 de noviembre de 2023 \| Johannesburgo (Sudáfrica) \| Lesoto \| \| 0 – 0 \| \| Benín \| \| 21 de noviembre de 2023 \| Butare \| Ruanda \| \| 2 – 0 \| \| Sudáfrica \| \| 6 de junio de 2024 \| Abiyán (Costa de Marfil) \| Benín \| \| 1 – 0 \| \| Ruanda \| \| 7 de junio de 2024 \| Johannesburgo (Sudáfrica) \| Zimbabue \| \| 0 – 2 \| \| Lesoto \| \| 7 de junio de 2024 \| Uyo \| Nigeria \| \| 1 – 1 \| \| Sudáfrica \| \| 10 de junio de 2024 \| Abiyán (Costa de Marfil) \| Benín \| \| 2 – 1 \| \| Nigeria \| \| 11 de junio de 2024 \| Bloemfontein \| Sudáfrica \| \| 3 – 1 \| \| Zimbabue \| \| 11 de junio de 2024 \| Durban (Sudáfrica) \| Lesoto \| \| 0 – 1 \| \| Ruanda \| \| 20 de marzo de 2025 \| Durban (Sudáfrica) \| Zimbabue \| \| 2 – 2 \| \| Benín \| \| 21 de marzo de 2025 \| Polokwane \| Sudáfrica \| \| 2 – 0 \| \| Lesoto \| \| 21 de marzo de 2025 \| Kigali \| Ruanda \| \| 0 – 2 \| \| Nigeria \| \| 25 de marzo de 2025 \| Abiyán (Costa de Marfil) \| Benín \| \| 0 – 2 \| \| Sudáfrica \| \| 25 de marzo de 2025 \| Uyo \| Nigeria \| \| 1 – 1 \| \| Zimbabue \| \| 25 de marzo de 2025 \| Kigali \| Ruanda \| \| 1 – 1 \| \| Lesoto \| \| 5 de septiembre de 2025 \| \| Benín \| \| – \| \| Zimbabue \| \| 5 de septiembre de 2025 \| \| Lesoto \| \| – \| \| Sudáfrica \| \| 6 de septiembre de 2025 \| \| Nigeria \| \| – \| \| Ruanda \| \| 9 de septiembre de 2025 \| \| Sudáfrica \| \| – \| \| Nigeria \| \| 9 de septiembre de 2025 \| \| Benín \| \| – \| \| Lesoto \| \| 9 de septiembre de 2025 \| \| Zimbabue \| \| – \| \| Ruanda \| \| octubre de 2025 \| \| Lesoto \| \| – \| \| Nigeria \| \| octubre de 2025 \| \| Zimbabue \| \| – \| \| Sudáfrica \| \| octubre de 2025 \| \| Ruanda \| \| – \| \| Benín \| \| octubre de 2025 \| \| Sudáfrica \| \| – \| \| Ruanda \| \| octubre de 2025 \| \| Lesoto \| \| – \| \| Zimbabue \| \| octubre de 2025 \| \| Nigeria \| \| – \| \| Benín \| |                           |           |                      |           |                      |           |
| Fecha | Lugar                     | Local     |                      | Resultado |                      | Visitante |
| 15 de noviembre de 2023 | Butare                    | Ruanda    | Bandera de Ruanda    | 0 – 0     | Bandera de Zimbabue  | Zimbabue  |
| 16 de noviembre de 2023 | Uyo                       | Nigeria   | Bandera de Nigeria   | 1 – 1     | Bandera de Lesoto    | Lesoto    |
| 18 de noviembre de 2023 | Durban                    | Sudáfrica | Bandera de Sudáfrica | 2 – 1     | Bandera de Benín     | Benín     |
| 19 de noviembre de 2023 | Butare (Ruanda)           | Zimbabue  | Bandera de Zimbabue  | 1 – 1     | Bandera de Nigeria   | Nigeria   |
| 21 de noviembre de 2023 | Johannesburgo (Sudáfrica) | Lesoto    | Bandera de Lesoto    | 0 – 0     | Bandera de Benín     | Benín     |
| 21 de noviembre de 2023 | Butare                    | Ruanda    | Bandera de Ruanda    | 2 – 0     | Bandera de Sudáfrica | Sudáfrica |
| 6 de junio de 2024 | Abiyán (Costa de Marfil)  | Benín     | Bandera de Benín     | 1 – 0     | Bandera de Ruanda    | Ruanda    |
| 7 de junio de 2024 | Johannesburgo (Sudáfrica) | Zimbabue  | Bandera de Zimbabue  | 0 – 2     | Bandera de Lesoto    | Lesoto    |
| 7 de junio de 2024 | Uyo                       | Nigeria   | Bandera de Nigeria   | 1 – 1     | Bandera de Sudáfrica | Sudáfrica |
| 10 de junio de 2024 | Abiyán (Costa de Marfil)  | Benín     | Bandera de Benín     | 2 – 1     | Bandera de Nigeria   | Nigeria   |
| 11 de junio de 2024 | Bloemfontein              | Sudáfrica | Bandera de Sudáfrica | 3 – 1     | Bandera de Zimbabue  | Zimbabue  |
| 11 de junio de 2024 | Durban (Sudáfrica)        | Lesoto    | Bandera de Lesoto    | 0 – 1     | Bandera de Ruanda    | Ruanda    |
| 20 de marzo de 2025 | Durban (Sudáfrica)        | Zimbabue  | Bandera de Zimbabue  | 2 – 2     | Bandera de Benín     | Benín     |
| 21 de marzo de 2025 | Polokwane                 | Sudáfrica | Bandera de Sudáfrica | 2 – 0     | Bandera de Lesoto    | Lesoto    |
| 21 de marzo de 2025 | Kigali                    | Ruanda    | Bandera de Ruanda    | 0 – 2     | Bandera de Nigeria   | Nigeria   |
| 25 de marzo de 2025 | Abiyán (Costa de Marfil)  | Benín     | Bandera de Benín     | 0 – 2     | Bandera de Sudáfrica | Sudáfrica |
| 25 de marzo de 2025 | Uyo                       | Nigeria   | Bandera de Nigeria   | 1 – 1     | Bandera de Zimbabue  | Zimbabue  |
| 25 de marzo de 2025 | Kigali                    | Ruanda    | Bandera de Ruanda    | 1 – 1     | Bandera de Lesoto    | Lesoto    |
| 5 de septiembre de 2025 |                           | Benín     | Bandera de Benín     | –         | Bandera de Zimbabue  | Zimbabue  |
| 5 de septiembre de 2025 |                           | Lesoto    | Bandera de Lesoto    | –         | Bandera de Sudáfrica | Sudáfrica |
| 6 de septiembre de 2025 |                           | Nigeria   | Bandera de Nigeria   | –         | Bandera de Ruanda    | Ruanda    |
| 9 de septiembre de 2025 |                           | Sudáfrica | Bandera de Sudáfrica | –         | Bandera de Nigeria   | Nigeria   |
| 9 de septiembre de 2025 |                           | Benín     | Bandera de Benín     | –         | Bandera de Lesoto    | Lesoto    |
| 9 de septiembre de 2025 |                           | Zimbabue  | Bandera de Zimbabue  | –         | Bandera de Ruanda    | Ruanda    |
| octubre de 2025 |                           | Lesoto    | Bandera de Lesoto    | –         | Bandera de Nigeria   | Nigeria   |
| octubre de 2025 |                           | Zimbabue  | Bandera de Zimbabue  | –         | Bandera de Sudáfrica | Sudáfrica |
| octubre de 2025 |                           | Ruanda    | Bandera de Ruanda    | –         | Bandera de Benín     | Benín     |
| octubre de 2025 |                           | Sudáfrica | Bandera de Sudáfrica | –         | Bandera de Ruanda    | Ruanda    |
| octubre de 2025 |                           | Lesoto    | Bandera de Lesoto    | –         | Bandera de Zimbabue  | Zimbabue  |
| octubre de 2025 |                           | Nigeria   | Bandera de Nigeria   | –         | Bandera de Benín     | Benín     |

### Grupo D
| Pos. | Equipo      | Pts. | PJ | G | E | P | GF | GC | Dif. | Clasificación      |
| ---- | ----------- | ---- | -- | - | - | - | -- | -- | ---- | ------------------ |
| 1    | Cabo Verde  | 13   | 6  | 4 | 1 | 1 | 7  | 5  | +2   | Mundial 2026       |
| 2    | Camerún     | 12   | 6  | 3 | 3 | 0 | 12 | 4  | +8   | Posibles play-offs |
| 3    | Libia       | 8    | 6  | 2 | 2 | 2 | 6  | 7  | −1   |                    |
| 4    | Angola      | 7    | 6  | 1 | 4 | 1 | 4  | 4  | 0    |                    |
| 5    | Mauricio    | 5    | 6  | 1 | 2 | 3 | 6  | 10 | −4   |                    |
| 6    | Suazilandia | 2    | 6  | 0 | 2 | 4 | 4  | 9  | −5   |                    |

Actualizado a los partidos jugados el 25 de marzo de 2025.
 Fuente: CAF
Criterios de clasificación: criterios FIFA de desempate
| \| Fecha \| Lugar \| Local \| \| Resultado \| \| Visitante \| \| ----------------------- \| -------------------- \| ----------- \| \| --------- \| \| ----------- \| \| 16 de noviembre de 2023 \| Praia \| Cabo Verde \| \| 0 – 0 \| \| Angola \| \| 17 de noviembre de 2023 \| Mbombela (Sudáfrica) \| Suazilandia \| \| 0 – 1 \| \| Libia \| \| 17 de noviembre de 2023 \| Duala \| Camerún \| \| 3 – 0 \| \| Mauricio \| \| 21 de noviembre de 2023 \| Mbombela (Sudáfrica) \| Suazilandia \| \| 0 – 2 \| \| Cabo Verde \| \| 21 de noviembre de 2023 \| Saint Pierre \| Mauricio \| \| 0 – 0 \| \| Angola \| \| 21 de noviembre de 2023 \| Bengasi \| Libia \| \| 1 – 1 \| \| Camerún \| \| 6 de junio de 2024 \| Bengasi \| Libia \| \| 2 – 1 \| \| Mauricio \| \| 7 de junio de 2024 \| Luanda \| Angola \| \| 1 – 0 \| \| Suazilandia \| \| 8 de junio de 2024 \| Yaundé \| Camerún \| \| 4 – 1 \| \| Cabo Verde \| \| 11 de junio de 2024 \| Saint Pierre \| Mauricio \| \| 2 – 1 \| \| Suazilandia \| \| 11 de junio de 2024 \| Praia \| Cabo Verde \| \| 1 – 0 \| \| Libia \| \| 11 de junio de 2024 \| Luanda \| Angola \| \| 1 – 1 \| \| Camerún \| \| 19 de marzo de 2025 \| Mbombela (Sudáfrica) \| Suazilandia \| \| 0 – 0 \| \| Camerún \| \| 20 de marzo de 2025 \| Praia \| Cabo Verde \| \| 1 – 0 \| \| Mauricio \| \| 20 de marzo de 2025 \| Bengasi \| Libia \| \| 1 – 1 \| \| Angola \| \| 23 de marzo de 2025 \| Mbombela (Sudáfrica) \| Suazilandia \| \| 3 – 3 \| \| Mauricio \| \| 25 de marzo de 2025 \| Luanda \| Angola \| \| 1 – 2 \| \| Cabo Verde \| \| 25 de marzo de 2025 \| Yaundé \| Camerún \| \| 3 – 1 \| \| Libia \| \| 4 de septiembre de 2025 \| \| Angola \| \| – \| \| Libia \| \| 4 de septiembre de 2025 \| \| Mauricio \| \| – \| \| Cabo Verde \| \| 4 de septiembre de 2025 \| \| Camerún \| \| – \| \| Suazilandia \| \| 9 de septiembre de 2025 \| \| Cabo Verde \| \| – \| \| Camerún \| \| 9 de septiembre de 2025 \| \| Angola \| \| – \| \| Mauricio \| \| 8 de septiembre de 2025 \| \| Libia \| \| – \| \| Suazilandia \| \| octubre de 2025 \| \| Mauricio \| \| – \| \| Camerún \| \| octubre de 2025 \| \| Libia \| \| – \| \| Cabo Verde \| \| octubre de 2025 \| \| Suazilandia \| \| – \| \| Angola \| \| octubre de 2025 \| \| Cabo Verde \| \| – \| \| Suazilandia \| \| octubre de 2025 \| \| Mauricio \| \| – \| \| Libia \| \| octubre de 2025 \| \| Camerún \| \| – \| \| Angola \| |                      |             |                        |           |                        |             |
| Fecha | Lugar                | Local       |                        | Resultado |                        | Visitante   |
| 16 de noviembre de 2023 | Praia                | Cabo Verde  | Bandera de Cabo Verde  | 0 – 0     | Bandera de Angola      | Angola      |
| 17 de noviembre de 2023 | Mbombela (Sudáfrica) | Suazilandia | Bandera de Suazilandia | 0 – 1     | Bandera de Libia       | Libia       |
| 17 de noviembre de 2023 | Duala                | Camerún     | Bandera de Camerún     | 3 – 0     | Bandera de Mauricio    | Mauricio    |
| 21 de noviembre de 2023 | Mbombela (Sudáfrica) | Suazilandia | Bandera de Suazilandia | 0 – 2     | Bandera de Cabo Verde  | Cabo Verde  |
| 21 de noviembre de 2023 | Saint Pierre         | Mauricio    | Bandera de Mauricio    | 0 – 0     | Bandera de Angola      | Angola      |
| 21 de noviembre de 2023 | Bengasi              | Libia       | Bandera de Libia       | 1 – 1     | Bandera de Camerún     | Camerún     |
| 6 de junio de 2024 | Bengasi              | Libia       | Bandera de Libia       | 2 – 1     | Bandera de Mauricio    | Mauricio    |
| 7 de junio de 2024 | Luanda               | Angola      | Bandera de Angola      | 1 – 0     | Bandera de Suazilandia | Suazilandia |
| 8 de junio de 2024 | Yaundé               | Camerún     | Bandera de Camerún     | 4 – 1     | Bandera de Cabo Verde  | Cabo Verde  |
| 11 de junio de 2024 | Saint Pierre         | Mauricio    | Bandera de Mauricio    | 2 – 1     | Bandera de Suazilandia | Suazilandia |
| 11 de junio de 2024 | Praia                | Cabo Verde  | Bandera de Cabo Verde  | 1 – 0     | Bandera de Libia       | Libia       |
| 11 de junio de 2024 | Luanda               | Angola      | Bandera de Angola      | 1 – 1     | Bandera de Camerún     | Camerún     |
| 19 de marzo de 2025 | Mbombela (Sudáfrica) | Suazilandia | Bandera de Suazilandia | 0 – 0     | Bandera de Camerún     | Camerún     |
| 20 de marzo de 2025 | Praia                | Cabo Verde  | Bandera de Cabo Verde  | 1 – 0     | Bandera de Mauricio    | Mauricio    |
| 20 de marzo de 2025 | Bengasi              | Libia       | Bandera de Libia       | 1 – 1     | Bandera de Angola      | Angola      |
| 23 de marzo de 2025 | Mbombela (Sudáfrica) | Suazilandia | Bandera de Suazilandia | 3 – 3     | Bandera de Mauricio    | Mauricio    |
| 25 de marzo de 2025 | Luanda               | Angola      | Bandera de Angola      | 1 – 2     | Bandera de Cabo Verde  | Cabo Verde  |
| 25 de marzo de 2025 | Yaundé               | Camerún     | Bandera de Camerún     | 3 – 1     | Bandera de Libia       | Libia       |
| 4 de septiembre de 2025 |                      | Angola      | Bandera de Angola      | –         | Bandera de Libia       | Libia       |
| 4 de septiembre de 2025 |                      | Mauricio    | Bandera de Mauricio    | –         | Bandera de Cabo Verde  | Cabo Verde  |
| 4 de septiembre de 2025 |                      | Camerún     | Bandera de Camerún     | –         | Bandera de Suazilandia | Suazilandia |
| 9 de septiembre de 2025 |                      | Cabo Verde  | Bandera de Cabo Verde  | –         | Bandera de Camerún     | Camerún     |
| 9 de septiembre de 2025 |                      | Angola      | Bandera de Angola      | –         | Bandera de Mauricio    | Mauricio    |
| 8 de septiembre de 2025 |                      | Libia       | Bandera de Libia       | –         | Bandera de Suazilandia | Suazilandia |
| octubre de 2025 |                      | Mauricio    | Bandera de Mauricio    | –         | Bandera de Camerún     | Camerún     |
| octubre de 2025 |                      | Libia       | Bandera de Libia       | –         | Bandera de Cabo Verde  | Cabo Verde  |
| octubre de 2025 |                      | Suazilandia | Bandera de Suazilandia | –         | Bandera de Angola      | Angola      |
| octubre de 2025 |                      | Cabo Verde  | Bandera de Cabo Verde  | –         | Bandera de Suazilandia | Suazilandia |
| octubre de 2025 |                      | Mauricio    | Bandera de Mauricio    | –         | Bandera de Libia       | Libia       |
| octubre de 2025 |                      | Camerún     | Bandera de Camerún     | –         | Bandera de Angola      | Angola      |

### Grupo E
| Pos. | Equipo    | Pts. | PJ | G | E | P | GF | GC | Dif. | Clasificación      |
| ---- | --------- | ---- | -- | - | - | - | -- | -- | ---- | ------------------ |
| 1    | Marruecos | 15   | 5  | 5 | 0 | 0 | 14 | 2  | +12  | Mundial 2026       |
| 2    | Tanzania  | 9    | 5  | 3 | 0 | 2 | 5  | 4  | +1   | Posibles play-offs |
| 3    | Zambia    | 6    | 5  | 2 | 0 | 3 | 9  | 7  | +2   |                    |
| 4    | Níger     | 6    | 4  | 2 | 0 | 2 | 6  | 4  | +2   |                    |
| 5    | Congo     | 0    | 5  | 0 | 0 | 5 | 2  | 19 | −17  |                    |
| 6    | Eritrea   | 0    | 0  | 0 | 0 | 0 | 0  | 0  | 0    | Retirado           |

Actualizado a los partidos jugados el 25 de marzo de 2025.
 Fuente: CAF
Criterios de clasificación: criterios FIFA de desempate
Notas:
1. ↑  Eritrea se retiró antes de iniciar el proceso clasificatorio.[13]

| \| Fecha \| Lugar \| Local \| \| Resultado \| \| Visitante \| \| ----------------------- \| ----------------------------------------- \| --------- \| \| --------- \| \| --------- \| \| 17 de noviembre de 2023 \| Ndola \| Zambia \| \| 4 – 2 \| \| Congo \| \| 18 de noviembre de 2023 \| Marrakech (Marruecos) \| Níger \| \| 0 – 1 \| \| Tanzania \| \| 21 de noviembre de 2023 \| Marrakech (Marruecos) \| Níger \| \| 2 – 1 \| \| Zambia \| \| 21 de noviembre de 2023 \| Dar es-Salam \| Tanzania \| \| 0 – 2 \| \| Marruecos \| \| 7 de junio de 2024 \| Agadir \| Marruecos \| \| 2 – 1 \| \| Zambia \| \| Cancelado[n. 2] \| Kinsasa (República Democrática del Congo) \| Congo \| \| 0 – 3 \| \| Níger \| \| 11 de junio de 2024 \| Ndola \| Zambia \| \| 0 – 1 \| \| Tanzania \| \| 11 de junio de 2024 \| Agadir (Marruecos) \| Congo \| \| 0 – 6 \| \| Marruecos \| \| Cancelado[n. 3] \| \| Tanzania \| \| 3 – 0 \| \| Congo \| \| 21 de marzo de 2025 \| Uchda (Marruecos) \| Níger \| \| 1 – 2 \| \| Marruecos \| \| Cancelado[n. 3] \| \| Congo \| \| 0 – 3 \| \| Zambia \| \| 25 de marzo de 2025 \| Uchda \| Marruecos \| \| 2 – 0 \| \| Tanzania \| \| 5 de septiembre de 2025 \| \| Congo \| \| – \| \| Tanzania \| \| 5 de septiembre de 2025 \| \| Marruecos \| \| – \| \| Níger \| \| 8 de septiembre de 2025 \| \| Zambia \| \| – \| \| Marruecos \| \| 8 de septiembre de 2025 \| \| Tanzania \| \| – \| \| Níger \| \| octubre de 2025 \| \| Níger \| \| – \| \| Congo \| \| octubre de 2025 \| \| Tanzania \| \| – \| \| Zambia \| \| octubre de 2025 \| \| Marruecos \| \| – \| \| Congo \| \| octubre de 2025 \| \| Zambia \| \| – \| \| Níger \| |                                           |           |                                |           |                                |           |
| Fecha | Lugar                                     | Local     |                                | Resultado |                                | Visitante |
| 17 de noviembre de 2023 | Ndola                                     | Zambia    | Bandera de Zambia              | 4 – 2     | Bandera de República del Congo | Congo     |
| 18 de noviembre de 2023 | Marrakech (Marruecos)                     | Níger     | Bandera de Niger               | 0 – 1     | Bandera de Tanzania            | Tanzania  |
| 21 de noviembre de 2023 | Marrakech (Marruecos)                     | Níger     | Bandera de Niger               | 2 – 1     | Bandera de Zambia              | Zambia    |
| 21 de noviembre de 2023 | Dar es-Salam                              | Tanzania  | Bandera de Tanzania            | 0 – 2     | Bandera de Marruecos           | Marruecos |
| 7 de junio de 2024 | Agadir                                    | Marruecos | Bandera de Marruecos           | 2 – 1     | Bandera de Zambia              | Zambia    |
| Cancelado | Kinsasa (República Democrática del Congo) | Congo     | Bandera de República del Congo | 0 – 3     | Bandera de Niger               | Níger     |
| 11 de junio de 2024 | Ndola                                     | Zambia    | Bandera de Zambia              | 0 – 1     | Bandera de Tanzania            | Tanzania  |
| 11 de junio de 2024 | Agadir (Marruecos)                        | Congo     | Bandera de República del Congo | 0 – 6     | Bandera de Marruecos           | Marruecos |
| Cancelado |                                           | Tanzania  | Bandera de Tanzania            | 3 – 0     | Bandera de República del Congo | Congo     |
| 21 de marzo de 2025 | Uchda (Marruecos)                         | Níger     | Bandera de Niger               | 1 – 2     | Bandera de Marruecos           | Marruecos |
| Cancelado |                                           | Congo     | Bandera de República del Congo | 0 – 3     | Bandera de Zambia              | Zambia    |
| 25 de marzo de 2025 | Uchda                                     | Marruecos | Bandera de Marruecos           | 2 – 0     | Bandera de Tanzania            | Tanzania  |
| 5 de septiembre de 2025 |                                           | Congo     | Bandera de República del Congo | –         | Bandera de Tanzania            | Tanzania  |
| 5 de septiembre de 2025 |                                           | Marruecos | Bandera de Marruecos           | –         | Bandera de Niger               | Níger     |
| 8 de septiembre de 2025 |                                           | Zambia    | Bandera de Zambia              | –         | Bandera de Marruecos           | Marruecos |
| 8 de septiembre de 2025 |                                           | Tanzania  | Bandera de Tanzania            | –         | Bandera de Niger               | Níger     |
| octubre de 2025 |                                           | Níger     | Bandera de Niger               | –         | Bandera de República del Congo | Congo     |
| octubre de 2025 |                                           | Tanzania  | Bandera de Tanzania            | –         | Bandera de Zambia              | Zambia    |
| octubre de 2025 |                                           | Marruecos | Bandera de Marruecos           | –         | Bandera de República del Congo | Congo     |
| octubre de 2025 |                                           | Zambia    | Bandera de Zambia              | –         | Bandera de Niger               | Níger     |

### Grupo F
| Pos. | Equipo          | Pts. | PJ | G | E | P | GF | GC | Dif. | Clasificación      |
| ---- | --------------- | ---- | -- | - | - | - | -- | -- | ---- | ------------------ |
| 1    | Costa de Marfil | 16   | 6  | 5 | 1 | 0 | 14 | 0  | +14  | Mundial 2026       |
| 2    | Gabón           | 15   | 6  | 5 | 0 | 1 | 12 | 6  | +6   | Posibles play-offs |
| 3    | Burundi         | 10   | 6  | 3 | 1 | 2 | 13 | 7  | +6   |                    |
| 4    | Kenia           | 6    | 6  | 1 | 3 | 2 | 11 | 8  | +3   |                    |
| 5    | Gambia          | 4    | 6  | 1 | 1 | 4 | 12 | 13 | −1   |                    |
| 6    | Seychelles      | 0    | 6  | 0 | 0 | 6 | 2  | 30 | −28  |                    |

Actualizado a los partidos jugados el 25 de marzo de 2025.
 Fuente: CAF
Criterios de clasificación: criterios FIFA de desempate
| \| Fecha \| Lugar \| Local \| \| Resultado \| \| Visitante \| \| ----------------------- \| ------------------------ \| --------------- \| \| --------- \| \| --------------- \| \| 16 de noviembre de 2023 \| Dar es-Salam (Tanzania) \| Burundi \| \| 3 – 2 \| \| Gambia \| \| 16 de noviembre de 2023 \| Franceville \| Gabón \| \| 2 – 1 \| \| Kenia \| \| 17 de noviembre de 2023 \| Abiyán \| Costa de Marfil \| \| 9 – 0 \| \| Seychelles \| \| 19 de noviembre de 2023 \| Dar es-Salam (Tanzania) \| Burundi \| \| 1 – 2 \| \| Gabón \| \| 20 de noviembre de 2023 \| Dar es-Salam (Tanzania) \| Gambia \| \| 0 – 2 \| \| Costa de Marfil \| \| 20 de noviembre de 2023 \| Abiyán (Costa de Marfil) \| Seychelles \| \| 0 – 5 \| \| Kenia \| \| 7 de junio de 2024 \| Lilongüe (Malaui) \| Kenia \| \| 1 – 1 \| \| Burundi \| \| 7 de junio de 2024 \| Korhogo \| Costa de Marfil \| \| 1 – 0 \| \| Gabón \| \| 8 de junio de 2024 \| Berkán (Marruecos) \| Gambia \| \| 5 – 1 \| \| Seychelles \| \| 11 de junio de 2024 \| Lilongüe (Malaui) \| Kenia \| \| 0 – 0 \| \| Costa de Marfil \| \| 11 de junio de 2024 \| Franceville \| Gabón \| \| 3 – 2 \| \| Gambia \| \| 11 de junio de 2024 \| Berkán (Marruecos) \| Seychelles \| \| 1 – 3 \| \| Burundi \| \| 20 de marzo de 2025 \| Franceville \| Gabón \| \| 3 – 0 \| \| Seychelles \| \| 20 de marzo de 2025 \| Abiyán (Costa de Marfil) \| Gambia \| \| 3 – 3 \| \| Kenia \| \| 21 de marzo de 2025 \| Mequinez (Marruecos) \| Burundi \| \| 0 – 1 \| \| Costa de Marfil \| \| 23 de marzo de 2025 \| Nairobi \| Kenia \| \| 1 – 2 \| \| Gabón \| \| 24 de marzo de 2025 \| Abiyán \| Costa de Marfil \| \| 1 – 0 \| \| Gambia \| \| 25 de marzo de 2025 \| Mequinez (Marruecos) \| Burundi \| \| 5 – 0 \| \| Seychelles \| \| 5 de septiembre de 2025 \| \| Kenia \| \| – \| \| Gambia \| \| 3 de septiembre de 2025 \| \| Seychelles \| \| – \| \| Gabón \| \| 5 de septiembre de 2025 \| \| Costa de Marfil \| \| – \| \| Burundi \| \| 9 de septiembre de 2025 \| \| Gabón \| \| – \| \| Costa de Marfil \| \| 9 de septiembre de 2025 \| \| Kenia \| \| – \| \| Seychelles \| \| 9 de septiembre de 2025 \| \| Gambia \| \| – \| \| Burundi \| \| octubre de 2025 \| \| Seychelles \| \| – \| \| Costa de Marfil \| \| octubre de 2025 \| \| Gambia \| \| – \| \| Gabón \| \| octubre de 2025 \| \| Burundi \| \| – \| \| Kenia \| \| octubre de 2025 \| \| Gabón \| \| – \| \| Burundi \| \| octubre de 2025 \| \| Seychelles \| \| – \| \| Gambia \| \| octubre de 2025 \| \| Costa de Marfil \| \| – \| \| Kenia \| |                          |                 |                            |           |                            |                 |
| Fecha | Lugar                    | Local           |                            | Resultado |                            | Visitante       |
| 16 de noviembre de 2023 | Dar es-Salam (Tanzania)  | Burundi         | Bandera de Burundi         | 3 – 2     | Bandera de Gambia          | Gambia          |
| 16 de noviembre de 2023 | Franceville              | Gabón           | Bandera de Gabón           | 2 – 1     | Bandera de Kenia           | Kenia           |
| 17 de noviembre de 2023 | Abiyán                   | Costa de Marfil | Bandera de Costa de Marfil | 9 – 0     | Bandera de Seychelles      | Seychelles      |
| 19 de noviembre de 2023 | Dar es-Salam (Tanzania)  | Burundi         | Bandera de Burundi         | 1 – 2     | Bandera de Gabón           | Gabón           |
| 20 de noviembre de 2023 | Dar es-Salam (Tanzania)  | Gambia          | Bandera de Gambia          | 0 – 2     | Bandera de Costa de Marfil | Costa de Marfil |
| 20 de noviembre de 2023 | Abiyán (Costa de Marfil) | Seychelles      | Bandera de Seychelles      | 0 – 5     | Bandera de Kenia           | Kenia           |
| 7 de junio de 2024 | Lilongüe (Malaui)        | Kenia           | Bandera de Kenia           | 1 – 1     | Bandera de Burundi         | Burundi         |
| 7 de junio de 2024 | Korhogo                  | Costa de Marfil | Bandera de Costa de Marfil | 1 – 0     | Bandera de Gabón           | Gabón           |
| 8 de junio de 2024 | Berkán (Marruecos)       | Gambia          | Bandera de Gambia          | 5 – 1     | Bandera de Seychelles      | Seychelles      |
| 11 de junio de 2024 | Lilongüe (Malaui)        | Kenia           | Bandera de Kenia           | 0 – 0     | Bandera de Costa de Marfil | Costa de Marfil |
| 11 de junio de 2024 | Franceville              | Gabón           | Bandera de Gabón           | 3 – 2     | Bandera de Gambia          | Gambia          |
| 11 de junio de 2024 | Berkán (Marruecos)       | Seychelles      | Bandera de Seychelles      | 1 – 3     | Bandera de Burundi         | Burundi         |
| 20 de marzo de 2025 | Franceville              | Gabón           | Bandera de Gabón           | 3 – 0     | Bandera de Seychelles      | Seychelles      |
| 20 de marzo de 2025 | Abiyán (Costa de Marfil) | Gambia          | Bandera de Gambia          | 3 – 3     | Bandera de Kenia           | Kenia           |
| 21 de marzo de 2025 | Mequinez (Marruecos)     | Burundi         | Bandera de Burundi         | 0 – 1     | Bandera de Costa de Marfil | Costa de Marfil |
| 23 de marzo de 2025 | Nairobi                  | Kenia           | Bandera de Kenia           | 1 – 2     | Bandera de Gabón           | Gabón           |
| 24 de marzo de 2025 | Abiyán                   | Costa de Marfil | Bandera de Costa de Marfil | 1 – 0     | Bandera de Gambia          | Gambia          |
| 25 de marzo de 2025 | Mequinez (Marruecos)     | Burundi         | Bandera de Burundi         | 5 – 0     | Bandera de Seychelles      | Seychelles      |
| 5 de septiembre de 2025 |                          | Kenia           | Bandera de Kenia           | –         | Bandera de Gambia          | Gambia          |
| 3 de septiembre de 2025 |                          | Seychelles      | Bandera de Seychelles      | –         | Bandera de Gabón           | Gabón           |
| 5 de septiembre de 2025 |                          | Costa de Marfil | Bandera de Costa de Marfil | –         | Bandera de Burundi         | Burundi         |
| 9 de septiembre de 2025 |                          | Gabón           | Bandera de Gabón           | –         | Bandera de Costa de Marfil | Costa de Marfil |
| 9 de septiembre de 2025 |                          | Kenia           | Bandera de Kenia           | –         | Bandera de Seychelles      | Seychelles      |
| 9 de septiembre de 2025 |                          | Gambia          | Bandera de Gambia          | –         | Bandera de Burundi         | Burundi         |
| octubre de 2025 |                          | Seychelles      | Bandera de Seychelles      | –         | Bandera de Costa de Marfil | Costa de Marfil |
| octubre de 2025 |                          | Gambia          | Bandera de Gambia          | –         | Bandera de Gabón           | Gabón           |
| octubre de 2025 |                          | Burundi         | Bandera de Burundi         | –         | Bandera de Kenia           | Kenia           |
| octubre de 2025 |                          | Gabón           | Bandera de Gabón           | –         | Bandera de Burundi         | Burundi         |
| octubre de 2025 |                          | Seychelles      | Bandera de Seychelles      | –         | Bandera de Gambia          | Gambia          |
| octubre de 2025 |                          | Costa de Marfil | Bandera de Costa de Marfil | –         | Bandera de Kenia           | Kenia           |

### Grupo G
| Pos. | Equipo     | Pts. | PJ | G | E | P | GF | GC | Dif. | Clasificación      |
| ---- | ---------- | ---- | -- | - | - | - | -- | -- | ---- | ------------------ |
| 1    | Argelia    | 15   | 6  | 5 | 0 | 1 | 16 | 6  | +10  | Mundial 2026       |
| 2    | Mozambique | 12   | 6  | 4 | 0 | 2 | 10 | 11 | −1   | Posibles play-offs |
| 3    | Botsuana   | 9    | 6  | 3 | 0 | 3 | 9  | 8  | +1   |                    |
| 4    | Uganda     | 9    | 6  | 3 | 0 | 3 | 6  | 7  | −1   |                    |
| 5    | Guinea     | 7    | 6  | 2 | 1 | 3 | 4  | 5  | −1   |                    |
| 6    | Somalia    | 1    | 6  | 0 | 1 | 5 | 3  | 11 | −8   |                    |

Actualizado a los partidos jugados el 25 de marzo de 2025.
 Fuente: CAF
Criterios de clasificación: criterios FIFA de desempate
| \| Fecha \| Lugar \| Local \| \| Resultado \| \| Visitante \| \| ----------------------- \| ------------------------ \| ---------- \| \| --------- \| \| ---------- \| \| 16 de noviembre de 2023 \| Francistown \| Botsuana \| \| 2 – 3 \| \| Mozambique \| \| 16 de noviembre de 2023 \| Argel \| Argelia \| \| 3 – 1 \| \| Somalia \| \| 17 de noviembre de 2023 \| Berkán (Marruecos) \| Guinea \| \| 2 – 1 \| \| Uganda \| \| 19 de noviembre de 2023 \| Maputo \| Mozambique \| \| 0 – 2 \| \| Argelia \| \| 21 de noviembre de 2023 \| Berkán (Marruecos) \| Somalia \| \| 0 – 1 \| \| Uganda \| \| 21 de noviembre de 2023 \| Francistown \| Botsuana \| \| 1 – 0 \| \| Guinea \| \| 6 de junio de 2024 \| Argel \| Argelia \| \| 1 – 2 \| \| Guinea \| \| 7 de junio de 2024 \| Maputo \| Mozambique \| \| 2 – 1 \| \| Somalia \| \| 7 de junio de 2024 \| Kampala \| Uganda \| \| 1 – 0 \| \| Botsuana \| \| 10 de junio de 2024 \| Maputo (Mozambique) \| Somalia \| \| 1 – 3 \| \| Botsuana \| \| 10 de junio de 2024 \| Kampala \| Uganda \| \| 1 – 2 \| \| Argelia \| \| 10 de junio de 2024 \| El Yadida (Marruecos) \| Guinea \| \| 0 – 1 \| \| Mozambique \| \| 20 de marzo de 2025 \| El Cairo (Egipto) \| Mozambique \| \| 3 – 1 \| \| Uganda \| \| 21 de marzo de 2025 \| Francistown \| Botsuana \| \| 1 – 3 \| \| Argelia \| \| 21 de marzo de 2025 \| Abiyán (Costa de Marfil) \| Guinea \| \| 0 – 0 \| \| Somalia \| \| 25 de marzo de 2025 \| Kampala \| Uganda \| \| 1 – 0 \| \| Guinea \| \| 25 de marzo de 2025 \| Francistown \| Botsuana \| \| 2 – 0 \| \| Somalia \| \| 25 de marzo de 2025 \| Tizi Uzu \| Argelia \| \| 5 – 1 \| \| Mozambique \| \| 5 de septiembre de 2025 \| Kampala \| Uganda \| \| – \| \| Mozambique \| \| 5 de septiembre de 2025 \| \| Somalia \| \| – \| \| Guinea \| \| 4 de septiembre de 2025 \| \| Argelia \| \| – \| \| Botsuana \| \| 8 de septiembre de 2025 \| \| Guinea \| \| – \| \| Argelia \| \| 8 de septiembre de 2025 \| Kampala \| Uganda \| \| – \| \| Somalia \| \| 8 de septiembre de 2025 \| Maputo \| Mozambique \| \| – \| \| Botsuana \| \| octubre de 2025 \| \| Somalia \| \| – \| \| Argelia \| \| octubre de 2025 \| Maputo \| Mozambique \| \| – \| \| Guinea \| \| octubre de 2025 \| \| Botsuana \| \| – \| \| Uganda \| \| octubre de 2025 \| \| Guinea \| \| – \| \| Botsuana \| \| octubre de 2025 \| \| Somalia \| \| – \| \| Mozambique \| \| octubre de 2025 \| \| Argelia \| \| – \| \| Uganda \| |                          |            |                       |           |                       |            |
| Fecha | Lugar                    | Local      |                       | Resultado |                       | Visitante  |
| 16 de noviembre de 2023 | Francistown              | Botsuana   | Bandera de Botsuana   | 2 – 3     | Bandera de Mozambique | Mozambique |
| 16 de noviembre de 2023 | Argel                    | Argelia    | Bandera de Argelia    | 3 – 1     | Bandera de Somalia    | Somalia    |
| 17 de noviembre de 2023 | Berkán (Marruecos)       | Guinea     | Bandera de Guinea     | 2 – 1     | Bandera de Uganda     | Uganda     |
| 19 de noviembre de 2023 | Maputo                   | Mozambique | Bandera de Mozambique | 0 – 2     | Bandera de Argelia    | Argelia    |
| 21 de noviembre de 2023 | Berkán (Marruecos)       | Somalia    | Bandera de Somalia    | 0 – 1     | Bandera de Uganda     | Uganda     |
| 21 de noviembre de 2023 | Francistown              | Botsuana   | Bandera de Botsuana   | 1 – 0     | Bandera de Guinea     | Guinea     |
| 6 de junio de 2024 | Argel                    | Argelia    | Bandera de Argelia    | 1 – 2     | Bandera de Guinea     | Guinea     |
| 7 de junio de 2024 | Maputo                   | Mozambique | Bandera de Mozambique | 2 – 1     | Bandera de Somalia    | Somalia    |
| 7 de junio de 2024 | Kampala                  | Uganda     | Bandera de Uganda     | 1 – 0     | Bandera de Botsuana   | Botsuana   |
| 10 de junio de 2024 | Maputo (Mozambique)      | Somalia    | Bandera de Somalia    | 1 – 3     | Bandera de Botsuana   | Botsuana   |
| 10 de junio de 2024 | Kampala                  | Uganda     | Bandera de Uganda     | 1 – 2     | Bandera de Argelia    | Argelia    |
| 10 de junio de 2024 | El Yadida (Marruecos)    | Guinea     | Bandera de Guinea     | 0 – 1     | Bandera de Mozambique | Mozambique |
| 20 de marzo de 2025 | El Cairo (Egipto)        | Mozambique | Bandera de Mozambique | 3 – 1     | Bandera de Uganda     | Uganda     |
| 21 de marzo de 2025 | Francistown              | Botsuana   | Bandera de Botsuana   | 1 – 3     | Bandera de Argelia    | Argelia    |
| 21 de marzo de 2025 | Abiyán (Costa de Marfil) | Guinea     | Bandera de Guinea     | 0 – 0     | Bandera de Somalia    | Somalia    |
| 25 de marzo de 2025 | Kampala                  | Uganda     | Bandera de Uganda     | 1 – 0     | Bandera de Guinea     | Guinea     |
| 25 de marzo de 2025 | Francistown              | Botsuana   | Bandera de Botsuana   | 2 – 0     | Bandera de Somalia    | Somalia    |
| 25 de marzo de 2025 | Tizi Uzu                 | Argelia    | Bandera de Argelia    | 5 – 1     | Bandera de Mozambique | Mozambique |
| 5 de septiembre de 2025 | Kampala                  | Uganda     | Bandera de Uganda     | –         | Bandera de Mozambique | Mozambique |
| 5 de septiembre de 2025 |                          | Somalia    | Bandera de Somalia    | –         | Bandera de Guinea     | Guinea     |
| 4 de septiembre de 2025 |                          | Argelia    | Bandera de Argelia    | –         | Bandera de Botsuana   | Botsuana   |
| 8 de septiembre de 2025 |                          | Guinea     | Bandera de Guinea     | –         | Bandera de Argelia    | Argelia    |
| 8 de septiembre de 2025 | Kampala                  | Uganda     | Bandera de Uganda     | –         | Bandera de Somalia    | Somalia    |
| 8 de septiembre de 2025 | Maputo                   | Mozambique | Bandera de Mozambique | –         | Bandera de Botsuana   | Botsuana   |
| octubre de 2025 |                          | Somalia    | Bandera de Somalia    | –         | Bandera de Argelia    | Argelia    |
| octubre de 2025 | Maputo                   | Mozambique | Bandera de Mozambique | –         | Bandera de Guinea     | Guinea     |
| octubre de 2025 |                          | Botsuana   | Bandera de Botsuana   | –         | Bandera de Uganda     | Uganda     |
| octubre de 2025 |                          | Guinea     | Bandera de Guinea     | –         | Bandera de Botsuana   | Botsuana   |
| octubre de 2025 |                          | Somalia    | Bandera de Somalia    | –         | Bandera de Mozambique | Mozambique |
| octubre de 2025 |                          | Argelia    | Bandera de Argelia    | –         | Bandera de Uganda     | Uganda     |

### Grupo H
| Pos. | Equipo                | Pts. | PJ | G | E | P | GF | GC | Dif. | Clasificación      |
| ---- | --------------------- | ---- | -- | - | - | - | -- | -- | ---- | ------------------ |
| 1    | Túnez                 | 16   | 6  | 5 | 1 | 0 | 9  | 0  | +9   | Mundial 2026       |
| 2    | Namibia               | 12   | 6  | 3 | 3 | 0 | 8  | 2  | +6   | Posibles play-offs |
| 3    | Liberia               | 10   | 6  | 3 | 1 | 2 | 7  | 4  | +3   |                    |
| 4    | Guinea Ecuatorial     | 7    | 6  | 2 | 1 | 3 | 4  | 8  | −4   |                    |
| 5    | Malaui                | 6    | 6  | 2 | 0 | 4 | 4  | 6  | −2   |                    |
| 6    | Santo Tomé y Príncipe | 0    | 6  | 0 | 0 | 6 | 2  | 14 | −12  |                    |

Actualizado a los partidos jugados el 24 de marzo de 2025.
 Fuente: CAF
Criterios de clasificación: criterios FIFA de desempate
| \| Fecha \| Lugar \| Local \| \| Resultado \| \| Visitante \| \| ----------------------- \| ------------------------- \| --------------------- \| \| ----------- \| \| --------------------- \| \| 15 de noviembre de 2023 \| Malabo \| Guinea Ecuatorial \| \| 0 – 3[n. 4] \| \| Namibia \| \| 17 de noviembre de 2023 \| Paynesville \| Liberia \| \| 0 – 1 \| \| Malaui \| \| 17 de noviembre de 2023 \| Radès \| Túnez \| \| 4 – 0 \| \| Santo Tomé y Príncipe \| \| 20 de noviembre de 2023 \| Paynesville \| Liberia \| \| 3 – 0[n. 5] \| \| Guinea Ecuatorial \| \| 21 de noviembre de 2023 \| Lilongüe \| Malaui \| \| 0 – 1 \| \| Túnez \| \| 21 de noviembre de 2023 \| Agadir (Marruecos) \| Santo Tomé y Príncipe \| \| 0 – 2 \| \| Namibia \| \| 5 de junio de 2024 \| Johannesburgo (Sudáfrica) \| Namibia \| \| 1 – 1 \| \| Liberia \| \| 5 de junio de 2024 \| Radès \| Túnez \| \| 1 – 0 \| \| Guinea Ecuatorial \| \| 6 de junio de 2024 \| Lilongüe \| Malaui \| \| 3 – 1 \| \| Santo Tomé y Príncipe \| \| 9 de junio de 2024 \| Uchda (Marruecos) \| Santo Tomé y Príncipe \| \| 0 – 1 \| \| Liberia \| \| 9 de junio de 2024 \| Johannesburgo (Sudáfrica) \| Namibia \| \| 0 – 0 \| \| Túnez \| \| 10 de junio de 2024 \| Malabo \| Guinea Ecuatorial \| \| 1 – 0 \| \| Malaui \| \| 19 de marzo de 2025 \| Paynesville \| Liberia \| \| 0 – 1 \| \| Túnez \| \| 20 de marzo de 2025 \| Lilongüe \| Malaui \| \| 0 – 1 \| \| Namibia \| \| 21 de marzo de 2025 \| Malabo \| Guinea Ecuatorial \| \| 2 – 0 \| \| Santo Tomé y Príncipe \| \| 24 de marzo de 2025 \| Polokwane (Sudáfrica) \| Namibia \| \| 1 – 1 \| \| Guinea Ecuatorial \| \| 24 de marzo de 2025 \| Paynesville \| Liberia \| \| 2 – 1 \| \| Santo Tomé y Príncipe \| \| 24 de marzo de 2025 \| Radès \| Túnez \| \| 2 – 0 \| \| Malaui \| \| 5 de septiembre de 2025 \| \| Namibia \| \| – \| \| Malaui \| \| 4 de septiembre de 2025 \| \| Santo Tomé y Príncipe \| \| – \| \| Guinea Ecuatorial \| \| 4 de septiembre de 2025 \| Radès \| Túnez \| \| – \| \| Liberia \| \| 8 de septiembre de 2025 \| \| Guinea Ecuatorial \| \| – \| \| Túnez \| \| 9 de septiembre de 2025 \| \| Namibia \| \| – \| \| Santo Tomé y Príncipe \| \| 8 de septiembre de 2025 \| \| Malaui \| \| – \| \| Liberia \| \| octubre de 2025 \| \| Santo Tomé y Príncipe \| \| – \| \| Túnez \| \| octubre de 2025 \| \| Malaui \| \| – \| \| Guinea Ecuatorial \| \| octubre de 2025 \| \| Liberia \| \| – \| \| Namibia \| \| octubre de 2025 \| \| Guinea Ecuatorial \| \| – \| \| Liberia \| \| octubre de 2025 \| \| Santo Tomé y Príncipe \| \| – \| \| Malaui \| \| octubre de 2025 \| Radès \| Túnez \| \| – \| \| Namibia \| |                           |                       |                                  |           |                                  |                       |
| Fecha | Lugar                     | Local                 |                                  | Resultado |                                  | Visitante             |
| 15 de noviembre de 2023 | Malabo                    | Guinea Ecuatorial     | Bandera de Guinea Ecuatorial     | 0 – 3     | Bandera de Namibia               | Namibia               |
| 17 de noviembre de 2023 | Paynesville               | Liberia               | Bandera de Liberia               | 0 – 1     | Bandera de Malaui                | Malaui                |
| 17 de noviembre de 2023 | Radès                     | Túnez                 | Bandera de Túnez                 | 4 – 0     | Bandera de Santo Tomé y Príncipe | Santo Tomé y Príncipe |
| 20 de noviembre de 2023 | Paynesville               | Liberia               | Bandera de Liberia               | 3 – 0     | Bandera de Guinea Ecuatorial     | Guinea Ecuatorial     |
| 21 de noviembre de 2023 | Lilongüe                  | Malaui                | Bandera de Malaui                | 0 – 1     | Bandera de Túnez                 | Túnez                 |
| 21 de noviembre de 2023 | Agadir (Marruecos)        | Santo Tomé y Príncipe | Bandera de Santo Tomé y Príncipe | 0 – 2     | Bandera de Namibia               | Namibia               |
| 5 de junio de 2024 | Johannesburgo (Sudáfrica) | Namibia               | Bandera de Namibia               | 1 – 1     | Bandera de Liberia               | Liberia               |
| 5 de junio de 2024 | Radès                     | Túnez                 | Bandera de Túnez                 | 1 – 0     | Bandera de Guinea Ecuatorial     | Guinea Ecuatorial     |
| 6 de junio de 2024 | Lilongüe                  | Malaui                | Bandera de Malaui                | 3 – 1     | Bandera de Santo Tomé y Príncipe | Santo Tomé y Príncipe |
| 9 de junio de 2024 | Uchda (Marruecos)         | Santo Tomé y Príncipe | Bandera de Santo Tomé y Príncipe | 0 – 1     | Bandera de Liberia               | Liberia               |
| 9 de junio de 2024 | Johannesburgo (Sudáfrica) | Namibia               | Bandera de Namibia               | 0 – 0     | Bandera de Túnez                 | Túnez                 |
| 10 de junio de 2024 | Malabo                    | Guinea Ecuatorial     | Bandera de Guinea Ecuatorial     | 1 – 0     | Bandera de Malaui                | Malaui                |
| 19 de marzo de 2025 | Paynesville               | Liberia               | Bandera de Liberia               | 0 – 1     | Bandera de Túnez                 | Túnez                 |
| 20 de marzo de 2025 | Lilongüe                  | Malaui                | Bandera de Malaui                | 0 – 1     | Bandera de Namibia               | Namibia               |
| 21 de marzo de 2025 | Malabo                    | Guinea Ecuatorial     | Bandera de Guinea Ecuatorial     | 2 – 0     | Bandera de Santo Tomé y Príncipe | Santo Tomé y Príncipe |
| 24 de marzo de 2025 | Polokwane (Sudáfrica)     | Namibia               | Bandera de Namibia               | 1 – 1     | Bandera de Guinea Ecuatorial     | Guinea Ecuatorial     |
| 24 de marzo de 2025 | Paynesville               | Liberia               | Bandera de Liberia               | 2 – 1     | Bandera de Santo Tomé y Príncipe | Santo Tomé y Príncipe |
| 24 de marzo de 2025 | Radès                     | Túnez                 | Bandera de Túnez                 | 2 – 0     | Bandera de Malaui                | Malaui                |
| 5 de septiembre de 2025 |                           | Namibia               | Bandera de Namibia               | –         | Bandera de Malaui                | Malaui                |
| 4 de septiembre de 2025 |                           | Santo Tomé y Príncipe | Bandera de Santo Tomé y Príncipe | –         | Bandera de Guinea Ecuatorial     | Guinea Ecuatorial     |
| 4 de septiembre de 2025 | Radès                     | Túnez                 | Bandera de Túnez                 | –         | Bandera de Liberia               | Liberia               |
| 8 de septiembre de 2025 |                           | Guinea Ecuatorial     | Bandera de Guinea Ecuatorial     | –         | Bandera de Túnez                 | Túnez                 |
| 9 de septiembre de 2025 |                           | Namibia               | Bandera de Namibia               | –         | Bandera de Santo Tomé y Príncipe | Santo Tomé y Príncipe |
| 8 de septiembre de 2025 |                           | Malaui                | Bandera de Malaui                | –         | Bandera de Liberia               | Liberia               |
| octubre de 2025 |                           | Santo Tomé y Príncipe | Bandera de Santo Tomé y Príncipe | –         | Bandera de Túnez                 | Túnez                 |
| octubre de 2025 |                           | Malaui                | Bandera de Malaui                | –         | Bandera de Guinea Ecuatorial     | Guinea Ecuatorial     |
| octubre de 2025 |                           | Liberia               | Bandera de Liberia               | –         | Bandera de Namibia               | Namibia               |
| octubre de 2025 |                           | Guinea Ecuatorial     | Bandera de Guinea Ecuatorial     | –         | Bandera de Liberia               | Liberia               |
| octubre de 2025 |                           | Santo Tomé y Príncipe | Bandera de Santo Tomé y Príncipe | –         | Bandera de Malaui                | Malaui                |
| octubre de 2025 | Radès                     | Túnez                 | Bandera de Túnez                 | –         | Bandera de Namibia               | Namibia               |

### Grupo I
| Pos. | Equipo                   | Pts. | PJ | G | E | P | GF | GC | Dif. | Clasificación      |
| ---- | ------------------------ | ---- | -- | - | - | - | -- | -- | ---- | ------------------ |
| 1    | Ghana                    | 15   | 6  | 5 | 0 | 1 | 15 | 5  | +10  | Mundial 2026       |
| 2    | Comoras                  | 12   | 6  | 4 | 0 | 2 | 9  | 7  | +2   | Posibles play-offs |
| 3    | Madagascar               | 10   | 6  | 3 | 1 | 2 | 9  | 6  | +3   |                    |
| 4    | Malí                     | 9    | 6  | 2 | 3 | 1 | 8  | 4  | +4   |                    |
| 5    | República Centroafricana | 5    | 6  | 1 | 2 | 3 | 8  | 13 | −5   |                    |
| 6    | Chad                     | 0    | 6  | 0 | 0 | 6 | 1  | 15 | −14  |                    |

Actualizado a los partidos jugados el 25 de marzo de 2025.
 Fuente: CAF
Criterios de clasificación: criterios FIFA de desempate
| \| Fecha \| Lugar \| Local \| \| Resultado \| \| Visitante \| \| ----------------------- \| ------------------------- \| ------------------------ \| \| --------- \| \| ------------------------ \| \| 17 de noviembre de 2023 \| Moroni \| Comoras \| \| 4 – 2 \| \| República Centroafricana \| \| 17 de noviembre de 2023 \| Kumasi \| Ghana \| \| 1 – 0 \| \| Madagascar \| \| 17 de noviembre de 2023 \| Bamako \| Malí \| \| 3 – 1 \| \| Chad \| \| 20 de noviembre de 2023 \| Bamako \| Malí \| \| 1 – 1 \| \| República Centroafricana \| \| 20 de noviembre de 2023 \| Uchda (Marruecos) \| Chad \| \| 0 – 3 \| \| Madagascar \| \| 21 de noviembre de 2023 \| Moroni \| Comoras \| \| 1 – 0 \| \| Ghana \| \| 5 de junio de 2024 \| Uchda (Marruecos) \| República Centroafricana \| \| 1 – 0 \| \| Chad \| \| 6 de junio de 2024 \| Bamako \| Malí \| \| 1 – 2 \| \| Ghana \| \| 7 de junio de 2024 \| Johannesburgo (Sudáfrica) \| Madagascar \| \| 2 – 1 \| \| Comoras \| \| 10 de junio de 2024 \| Kumasi \| Ghana \| \| 4 – 3 \| \| República Centroafricana \| \| 11 de junio de 2024 \| Johannesburgo (Sudáfrica) \| Madagascar \| \| 0 – 0 \| \| Malí \| \| 11 de junio de 2024 \| Uchda (Marruecos) \| Chad \| \| 0 – 2 \| \| Comoras \| \| 19 de marzo de 2025 \| Casablanca (Marruecos) \| República Centroafricana \| \| 1 – 4 \| \| Madagascar \| \| 20 de marzo de 2025 \| Berkán (Marruecos) \| Comoras \| \| 0 – 3 \| \| Malí \| \| 21 de marzo de 2025 \| Acra \| Ghana \| \| 5 – 0 \| \| Chad \| \| 24 de marzo de 2025 \| Casablanca (Marruecos) \| República Centroafricana \| \| 0 – 0 \| \| Malí \| \| 24 de marzo de 2025 \| Alhucemas (Marruecos) \| Madagascar \| \| 0 – 3 \| \| Ghana \| \| 25 de marzo de 2025 \| Berkán (Marruecos) \| Comoras \| \| 1 – 0 \| \| Chad \| \| 4 de septiembre de 2025 \| \| Madagascar \| \| – \| \| República Centroafricana \| \| 4 de septiembre de 2025 \| \| Chad \| \| – \| \| Ghana \| \| 4 de septiembre de 2025 \| \| Malí \| \| – \| \| Comoras \| \| 8 de septiembre de 2025 \| \| Ghana \| \| – \| \| Malí \| \| 8 de septiembre de 2025 \| \| Madagascar \| \| – \| \| Chad \| \| 7 de septiembre de 2025 \| \| República Centroafricana \| \| – \| \| Comoras \| \| octubre de 2025 \| \| Chad \| \| – \| \| Malí \| \| octubre de 2025 \| \| República Centroafricana \| \| – \| \| Ghana \| \| octubre de 2025 \| \| Comoras \| \| – \| \| Madagascar \| \| octubre de 2025 \| \| Ghana \| \| – \| \| Comoras \| \| octubre de 2025 \| \| Chad \| \| – \| \| República Centroafricana \| \| octubre de 2025 \| \| Malí \| \| – \| \| Madagascar \| |                           |                          |                                        |           |                                        |                          |
| Fecha | Lugar                     | Local                    |                                        | Resultado |                                        | Visitante                |
| 17 de noviembre de 2023 | Moroni                    | Comoras                  | Bandera de Comoras                     | 4 – 2     | Bandera de la República Centroafricana | República Centroafricana |
| 17 de noviembre de 2023 | Kumasi                    | Ghana                    | Bandera de Ghana                       | 1 – 0     | Bandera de Madagascar                  | Madagascar               |
| 17 de noviembre de 2023 | Bamako                    | Malí                     | Bandera de Mali                        | 3 – 1     | Bandera de Chad                        | Chad                     |
| 20 de noviembre de 2023 | Bamako                    | Malí                     | Bandera de Mali                        | 1 – 1     | Bandera de la República Centroafricana | República Centroafricana |
| 20 de noviembre de 2023 | Uchda (Marruecos)         | Chad                     | Bandera de Chad                        | 0 – 3     | Bandera de Madagascar                  | Madagascar               |
| 21 de noviembre de 2023 | Moroni                    | Comoras                  | Bandera de Comoras                     | 1 – 0     | Bandera de Ghana                       | Ghana                    |
| 5 de junio de 2024 | Uchda (Marruecos)         | República Centroafricana | Bandera de la República Centroafricana | 1 – 0     | Bandera de Chad                        | Chad                     |
| 6 de junio de 2024 | Bamako                    | Malí                     | Bandera de Mali                        | 1 – 2     | Bandera de Ghana                       | Ghana                    |
| 7 de junio de 2024 | Johannesburgo (Sudáfrica) | Madagascar               | Bandera de Madagascar                  | 2 – 1     | Bandera de Comoras                     | Comoras                  |
| 10 de junio de 2024 | Kumasi                    | Ghana                    | Bandera de Ghana                       | 4 – 3     | Bandera de la República Centroafricana | República Centroafricana |
| 11 de junio de 2024 | Johannesburgo (Sudáfrica) | Madagascar               | Bandera de Madagascar                  | 0 – 0     | Bandera de Mali                        | Malí                     |
| 11 de junio de 2024 | Uchda (Marruecos)         | Chad                     | Bandera de Chad                        | 0 – 2     | Bandera de Comoras                     | Comoras                  |
| 19 de marzo de 2025 | Casablanca (Marruecos)    | República Centroafricana | Bandera de la República Centroafricana | 1 – 4     | Bandera de Madagascar                  | Madagascar               |
| 20 de marzo de 2025 | Berkán (Marruecos)        | Comoras                  | Bandera de Comoras                     | 0 – 3     | Bandera de Mali                        | Malí                     |
| 21 de marzo de 2025 | Acra                      | Ghana                    | Bandera de Ghana                       | 5 – 0     | Bandera de Chad                        | Chad                     |
| 24 de marzo de 2025 | Casablanca (Marruecos)    | República Centroafricana | Bandera de la República Centroafricana | 0 – 0     | Bandera de Mali                        | Malí                     |
| 24 de marzo de 2025 | Alhucemas (Marruecos)     | Madagascar               | Bandera de Madagascar                  | 0 – 3     | Bandera de Ghana                       | Ghana                    |
| 25 de marzo de 2025 | Berkán (Marruecos)        | Comoras                  | Bandera de Comoras                     | 1 – 0     | Bandera de Chad                        | Chad                     |
| 4 de septiembre de 2025 |                           | Madagascar               | Bandera de Madagascar                  | –         | Bandera de la República Centroafricana | República Centroafricana |
| 4 de septiembre de 2025 |                           | Chad                     | Bandera de Chad                        | –         | Bandera de Ghana                       | Ghana                    |
| 4 de septiembre de 2025 |                           | Malí                     | Bandera de Mali                        | –         | Bandera de Comoras                     | Comoras                  |
| 8 de septiembre de 2025 |                           | Ghana                    | Bandera de Ghana                       | –         | Bandera de Mali                        | Malí                     |
| 8 de septiembre de 2025 |                           | Madagascar               | Bandera de Madagascar                  | –         | Bandera de Chad                        | Chad                     |
| 7 de septiembre de 2025 |                           | República Centroafricana | Bandera de la República Centroafricana | –         | Bandera de Comoras                     | Comoras                  |
| octubre de 2025 |                           | Chad                     | Bandera de Chad                        | –         | Bandera de Mali                        | Malí                     |
| octubre de 2025 |                           | República Centroafricana | Bandera de la República Centroafricana | –         | Bandera de Ghana                       | Ghana                    |
| octubre de 2025 |                           | Comoras                  | Bandera de Comoras                     | –         | Bandera de Madagascar                  | Madagascar               |
| octubre de 2025 |                           | Ghana                    | Bandera de Ghana                       | –         | Bandera de Comoras                     | Comoras                  |
| octubre de 2025 |                           | Chad                     | Bandera de Chad                        | –         | Bandera de la República Centroafricana | República Centroafricana |
| octubre de 2025 |                           | Malí                     | Bandera de Mali                        | –         | Bandera de Madagascar                  | Madagascar               |

## Clasificados
| Bandera de ?          | Bandera de ?          | Bandera de ?          | Bandera de ?          | Bandera de ?          |
| ?                     | ?                     | ?                     | ?                     | ?                     |
|                       |                       |                       |                       |                       |
| Clasificado: —/—/2025 | Clasificado: —/—/2025 | Clasificado: —/—/2025 | Clasificado: —/—/2025 | Clasificado: —/—/2025 |

| Bandera de ?          | Bandera de ?          | Bandera de ?          | Bandera de ?          |
| ?                     | ?                     | ?                     | ?                     |
|                       |                       |                       |                       |
| Clasificado: —/—/2025 | Clasificado: —/—/2025 | Clasificado: —/—/2025 | Clasificado: —/—/2025 |